# Blues Alive
Albums de Gary Moore
After Hours
(1992) Ballads & Blues
(1994)
Blues Alive est un album du guitariste irlandais Gary Moore sorti en 1993. Il s'agit d'un enregistrement public effectué lors de la tournée de 1992. La plupart des chansons proviennent des deux précédents albums de Gary Moore, Still Got the Blues et After Hours.

## Liste des titres
| No  | Titre                  | Durée |
| --- | ---------------------- | ----- |
| 1.  | Cold Day In Hell       | 5:35  |
| 2.  | Walking By Myself      | 5:00  |
| 3.  | Story Of The Blues     | 7:32  |
| 4.  | Oh, Pretty Woman       | 4:25  |
| 5.  | Separate Ways          | 5:48  |
| 6.  | Too Tired              | 4:34  |
| 7.  | Still Got The Blues    | 6:44  |
| 8.  | Since I Met You Baby   | 3:02  |
| 9.  | The Sky Is Crying      | 8:50  |
| 10. | Further On Up The Road | 5:34  |
| 11. | King Of The Blues      | 6:13  |
| 12. | Parisienne Walkways    | 7:03  |
| 13. | Jumping At Shadows     | 5:51  |

## Musiciens
- Gary Moore - guitare / chant
- Tommy Eyre - claviers
- Andy Pyle - basse
- Graham Walker - batterie
- Martin Drover - trompette
- Frank Meat - saxophone alto / harmonica
- Nick Pentalow - saxophone ténor
- Nick Payn - saxophone baryton
- Candy Mackenzie - chœurs
- Carol Thompson - chœurs
- Albert Collins (invité) - guitare / chant sur "Too Tired"